# Mustarahu
Mustarahu ist eine unbewohnte Insel, 100 Meter von der größten estnischen Insel Saaremaa entfernt. Die Insel liegt in der Landgemeinde Saaremaa im Kreis Saare. Sie gehört zum Nationalpark Vilsandi.
Mustarahu ist 140 Meter lang und 50 Meter breit.